# Grand Prix automobile de Russie 2018
GP précédent GP suivant
Le Grand Prix automobile de Russie 2018 (Formula 1 2018 VTB Russian Grand Prix) disputé le 30 septembre 2018 sur l'Autodrome de Sotchi, est la 992e épreuve du championnat du monde de Formule 1 courue depuis 1950. Il s'agit de la 5e édition du Grand Prix de Russie comptant pour le championnat du monde de Formule 1 et la seizième manche du championnat 2018.
Les Mercedes se montrent supérieures dans l'exercice des qualifications sur le tracé du Parc olympique de Sotchi ; Lewis Hamilton et Valtteri Bottas s'expliquent pour réaliser la pole position lors de la troisième phase. Sur le circuit où il a remporté, en 2017, sa première victoire, le Finlandais bat son coéquipier de 145 millièmes de seconde et s'élance en tête pour la sixième fois de sa carrière. Derrière cette première ligne occupée par les Flèches d'Argent, la Ferrari de Sebastian Vettel est repoussée à une demi-seconde tandis que Kimi Räikkönen est à plus de huit dixièmes. Profitant des sanctions pour changements hors quota d'éléments moteurs infligées aux deux Red Bull Racing et aux deux pilotes de la Scuderia Toro Rosso repoussés en fond de grille, les pilotes Haas, Racing Point Force India et  Sauber complètent le top 10 pour le départ, avec Kevin Magnussen et Esteban Ocon sur la troisième ligne,  Charles Leclerc et Sergio Pérez  en quatrième ligne, devant Romain Grosjean et Marcus Ericsson.
Valtteri Bottas, auteur de la pole position et du meilleur tour en course ne remporte pas la victoire, contraint par une consigne d'équipe de laisser passer son coéquipier leader du championnat, après vingt-cinq tours ; il s'exécute de façon ostensible à l'entrée du virage no 13. Ainsi, Lewis Hamilton remporte son troisième succès consécutif, son huitième de la saison et le soixante-dixième de sa carrière, et se rapproche un peu plus de son cinquième titre mondial, avec une avance de 50 points, soit deux victoires, sur Sebastian Vettel à cinq courses du terme. Le seul moment vraiment difficile à gérer pour Hamilton se produit au quinzième tour, lorsqu'il ressort des stands derrière Vettel qui s'est arrêté pour changer ses pneumatiques deux boucles plus tôt ; il le dépasse après quelques virages sur une attaque tranchante et se cale derrière son coéquipier qui devra ensuite lui laisser le champ-libre. Hormis l'inversion des positions chez Mercedes, les quatre premiers sur la grille franchissent la ligne d'arrivée dans le même ordre. 
Max Verstappen, le jour de ses 21 ans, est l'auteur d'une remontée express depuis le dix-neuvième rang sur la grille ; cinquième au bout de huit tours, puis en tête durant vingt-quatre boucles après l'arrêt des pilotes Mercedes et Ferrari ; le Néerlandais retarde le sien jusqu'à dix tours de l'arrivée et termine cinquième. Revenu également du fond de la grille, Daniel Ricciardo se classe sixième à 49 secondes de son coéquipier, devant Charles Leclerc, dernier pilote dans le tour du vainqueur. Plus loin, Kevin Magnussen, Esteban Ocon et Sergio Pérez se partagent les derniers points. À l'arrivée, Hamilton ne montre aucun signe d'enthousiasme, évitant de lever le bras sous le drapeau à damiers ; en sortant de son cockpit, il va directement réconforter son coéquipier. Mercedes reste invaincue à Sotchi et obtient le quarante-troisième doublé de son histoire dans une ambiance morose. « L'équipe voulait que cela se termine ainsi mais jamais, jamais, de toute ma vie, je n'ai voulu gagner une course de cette manière » déclare Hamilton, contrit, après sa victoire. 
Hamilton possède désormais 50 points d'avance sur Vettel en tête du championnat (306 points contre 256). Bottas, avec 189 points ravit la troisième place à Räikkönen (186 points). Cinquième, Verstappen (158 points) devance son coéquipier Ricciardo (134 points) tandis que Kevin Magnussen et Nico Hülkenberg suivent avec tous deux 53 points. Au classement des constructeurs, Mercedes Grand Prix (496 points) mène devant Ferrari (442 points) et Red Bull Racing (292 points) ; suivent Renault resté à 91 points, Haas (80 points), McLaren (58 points), Racing Points Force India (35 points), Toro Rosso (30 points), Sauber (27 points) et Williams (7 points).

## Pneus disponibles
| Pneus pour piste sèche | Pneus pour piste sèche | Pneus pour piste sèche | Pneus pluie    | Pneus pluie |
| ---------------------- | ---------------------- | ---------------------- | -------------- | ----------- |
| Hyper tendres          | Ultra tendres          | Tendres                | Intermédiaires | Pluie       |

## Contexte
Lewis Hamilton aborde cette course en tête du championnat du monde avec 40 points d'avance sur Sebastian Vettel. S'il marque seulement deux points de plus que son rival, alors qu'il ne restera que cinq Grand Prix à disputer, il pourrait dès lors ne se contenter que de deuxièmes places pour être sacré pour la cinquième fois.

## Essais libres

### Première séance, le vendredi de 11 h à 12 h 30
| Pos. | Pilote           | Voiture                           | Chrono         | Écart     |
| ---- | ---------------- | --------------------------------- | -------------- | --------- |
| 1    | Sebastian Vettel | Ferrari                           | 1 min 34 s 488 |           |
| 2    | Max Verstappen   | Red Bull-TAG Heuer                | 1 min 34 s 538 | + 0 s 050 |
| 3    | Lewis Hamilton   | Mercedes                          | 1 min 34 s 818 | + 0 s 330 |
| 4    | Valtteri Bottas  | Mercedes                          | 1 min 34 s 999 | + 0 s 511 |
| 5    | Daniel Ricciardo | Red Bull-TAG Heuer                | 1 min 35 s 524 | + 1 s 036 |
| 6    | Esteban Ocon     | Racing Point Force India-Mercedes | 1 min 35 s 663 | + 1 s 175 |

- Nicholas Latifi, pilote-essayeur chez Racing Point Force India, remplace Sergio Pérez au volant de la Force India VJM11 lors de cette séance d'essais[4].
- Antonio Giovinazzi, pilote-essayeur chez Sauber, remplace Marcus Ericsson au volant de la Sauber C37 lors de cette séance d'essais[5].
- Lando Norris, pilote-essayeur chez McLaren Racing, remplace Fernando Alonso au volant de la McLaren MCL33 lors de cette séance d'essais[6].
- Artem Markelov, pilote-essayeur chez Renault F1 Team, remplace Carlos Sainz Jr. au volant de la Renault R.S.18 lors de cette séance d'essais[7].

### Deuxième séance, le vendredi de 15 h à 16 h 30
| Pos. | Pilote           | Voiture            | Chrono         | Écart     |
| ---- | ---------------- | ------------------ | -------------- | --------- |
| 1    | Lewis Hamilton   | Mercedes           | 1 min 33 s 385 |           |
| 2    | Valtteri Bottas  | Mercedes           | 1 min 33 s 584 | + 0 s 199 |
| 3    | Max Verstappen   | Red Bull-TAG Heuer | 1 min 33 s 827 | + 0 s 442 |
| 4    | Daniel Ricciardo | Red Bull-TAG Heuer | 1 min 33 s 844 | + 0 s 459 |
| 5    | Sebastian Vettel | Ferrari            | 1 min 33 s 928 | + 0 s 543 |
| 6    | Kimi Räikkönen   | Ferrari            | 1 min 34 s 388 | + 1 s 003 |

### Troisième séance, le samedi de 12 h à 13 h
| Pos. | Pilote           | Voiture            | Chrono         | Écart     |
| ---- | ---------------- | ------------------ | -------------- | --------- |
| 1    | Lewis Hamilton   | Mercedes           | 1 min 33 s 067 |           |
| 2    | Valtteri Bottas  | Mercedes           | 1 min 33 s 321 | + 0 s 254 |
| 3    | Sebastian Vettel | Ferrari            | 1 min 33 s 667 | + 0 s 600 |
| 4    | Kimi Räikkönen   | Ferrari            | 1 min 33 s 688 | + 0 s 621 |
| 5    | Max Verstappen   | Red Bull-TAG Heuer | 1 min 33 s 937 | + 0 s 870 |
| 6    | Daniel Ricciardo | Red Bull-TAG Heuer | 1 min 34 s 394 | + 1 s 327 |

- En 1 min 33 s 067, Lewis Hamilton établit le nouveau record du circuit[10].

## Séance de qualifications

### Résultats des qualifications
| Pos.                                                                                      | Pilote            | Écurie                            | Qualifications 1 | Qualifications 2 | Qualifications 3 |
| ----------------------------------------------------------------------------------------- | ----------------- | --------------------------------- | ---------------- | ---------------- | ---------------- |
| 1                                                                                         | Valtteri Bottas   | Mercedes                          | 1 min 32 s 964   | 1 min 32 s 744   | 1 min 31 s 387   |
| 2                                                                                         | Lewis Hamilton    | Mercedes                          | 1 min 32 s 410   | 1 min 32 s 595   | 1 min 31 s 532   |
| 3                                                                                         | Sebastian Vettel  | Ferrari                           | 1 min 33 s 476   | 1 min 33 s 045   | 1 min 31 s 943   |
| 4                                                                                         | Kimi Räikkönen    | Ferrari                           | 1 min 33 s 341   | 1 min 33 s 065   | 1 min 32 s 237   |
| 5                                                                                         | Kevin Magnussen   | Haas-Ferrari                      | 1 min 34 s 078   | 1 min 33 s 747   | 1 min 33 s 181   |
| 6                                                                                         | Esteban Ocon      | Racing Point Force India-Mercedes | 1 min 34 s 290   | 1 min 33 s 596   | 1 min 33 s 413   |
| 7                                                                                         | Charles Leclerc   | Sauber-Ferrari                    | 1 min 33 s 924   | 1 min 33 s 488   | 1 min 33 s 419   |
| 8                                                                                         | Sergio Pérez      | Racing Point Force India-Mercedes | 1 min 34 s 084   | 1 min 33 s 923   | 1 min 33 s 563   |
| 9                                                                                         | Romain Grosjean   | Haas-Ferrari                      | 1 min 34 s 022   | 1 min 33 s 517   | 1 min 33 s 704   |
| 10                                                                                        | Marcus Ericsson   | Sauber-Ferrari                    | 1 min 34 s 170   | 1 min 33 s 995   | 1 min 35 s 196   |
| 11                                                                                        | Max Verstappen    | Red Bull-TAG Heuer                | 1 min 33 s 048   | Pas de temps     |                  |
| 12                                                                                        | Daniel Ricciardo  | Red Bull-TAG Heuer                | 1 min 33 s 247   | Pas de temps     |                  |
| 13                                                                                        | Pierre Gasly      | Toro Rosso-Honda                  | 1 min 34 s 383   | Pas de temps     |                  |
| 14                                                                                        | Carlos Sainz Jr.  | Renault                           | 1 min 34 s 626   | Pas de temps     |                  |
| 15                                                                                        | Nico Hülkenberg   | Renault                           | 1 min 34 s 655   | Pas de temps     |                  |
| 16                                                                                        | Brendon Hartley   | Toro Rosso-Honda                  | 1 min 35 s 037   |                  |                  |
| 17                                                                                        | Fernando Alonso   | McLaren-Renault                   | 1 min 35 s 504   |                  |                  |
| 18                                                                                        | Sergey Sirotkin   | Williams-Mercedes                 | 1 min 35 s 612   |                  |                  |
| 19                                                                                        | Stoffel Vandoorne | McLaren-Renault                   | 1 min 35 s 977   |                  |                  |
| 20                                                                                        | Lance Stroll      | Williams-Mercedes                 | 1 min 36 s 437   |                  |                  |
| Temps minimal à réaliser pour la qualification : 1 min 38 s 878 (107 % de 1 min 32 s 410) |                   |                                   |                  |                  |                  |

### Grille de départ
- En 1 min 31 s 387, Valtteri Bottas établit le nouveau record du circuit de Sotchi. Les cinq premiers pilotes sur la grille de départ ont battu le précédent record de la piste établi en 2017 par Sebastian Vettel en 1 min 33 s 194[12].
- Max Verstappen, auteur du onzième temps des qualifications, est pénalisé d'un recul de trente places sur la grille de départ après le changement de son moteur thermique V6, du turbocompresseur, du MGU-H et du MGU-K ; il est ensuite pénalisé d'un recul supplémentaire de cinq places après le changement de sa boîte de vitesses puis reçoit une troisième pénalité, de trois places, pour avoir ignoré les drapeaux jaunes lors de la première phase qualificative ; il s'élance finalement de la dix-neuvième position[13],[14]  ;
- Daniel Ricciardo, auteur du douzième temps des qualifications, est pénalisé d'un recul de trente places sur la grille de départ après le changement de son moteur thermique V6, du turbocompresseur, du MGU-H et du MGU-K ; il est ensuite pénalisé d'un recul supplémentaire de cinq places après le changement de sa boîte de vitesses et s'élance finalement de la dix-huitième position[15] ;
- Pierre Gasly, auteur du treizième temps des qualifications, est pénalisé d'un recul de trente places sur la grille de départ après le changement de son moteur thermique V6, du turbocompresseur, du MGU-H et du MGU-K ; après les nouvelles pénalités infligées à Verstappen et Ricciardo, il s'élance finalement de la dix-septième position[15] ;
- Brendon Hartley, auteur du seizième temps des qualifications, est pénalisé d'un recul de trente places sur la grille de départ après le changement de son moteur thermique V6, du turbocompresseur, du MGU-H et du MGU-K ; il s'élance de la vingtième et dernière position[15] ;
- Fernando Alonso, auteur du dix-septième temps des qualifications, est pénalisé d'un recul de trente places sur la grille de départ après le changement de son moteur thermique V6, du turbocompresseur, du MGU-H et du MGU-K ; après les nouvelles pénalités infligées à Verstappen et Ricciardo, il s'élance de la seizième position et gagne ainsi une place[15] ;
- Stoffel Vandoorne, auteur du dix-neuvième temps des qualifications, est pénalisé d'un recul de cinq places sur la grille de départ après le changement de sa boîte de vitesses ; après les nouvelles pénalités infligées à Verstappen et Ricciardo, il s'élance de la quinzième position et gagne ainsi quatre places[16].

## Course

### Inversion des positions entre les deux Mercedes
Le principal fait de course est l'ordre donné à Valtteri Bottas de s'effacer en faveur de Lewis Hamilton après vingt-cinq tours. « Nous devrions être ravis avec ce doublé et fondamentalement nous le sommes. Mais nous avons aussi le sentiment que ça s'est fait au détriment de Vatteri. Il aurait dû gagner et nous avons changé ça » déclare Toto Wolff. « C'est déprimant pour un pilote, c'est déprimant pour une équipe. Mais il y a aussi une dure réalité qui était en ce jour de pouvoir accroitre l'avance de plusieurs points dans un championnat du monde qui a été éprouvant et très difficile par moments. Parfois il faut faire avec et c'est ce que nous avons fait. Tout s'est joué pour Valtteri, on a même fait le pitstop pour lui avant pour qu'il puisse étendre son avance et sortir devant. Mais on a fait une faute avec Lewis : il est ressorti derrière Sebastian. Il a dû attaquer, doubler et il avait une cloque sur le pneu arrière gauche. À ce moment-là, on a eu peur qu'il finisse troisième. C'est pour ça qu'on a permuté les positions. »
Une fois sa W09 garée dans le paddock, Lewis Hamilton part réconforter son coéquipier. Lors de la cérémonie du podium, il l'invite à ses côtés sur la première marche. Il raconte : « J'ai juste demandé qu'il accélère, au moment où on m'a dit à la radio que Valtteri allait me laisser passer. Ce n'est pas ce que je voulais ! Je ne me suis pas senti bien en le passant au virage no 13 et je ne savais pas ce qu'ils avaient planifié pour la fin de course. C'est un sentiment très étrange. Nous réalisons le doublé, nous avons dominé en tant qu'équipe ce weekend, elle a fait un travail incroyable mais jamais, jamais dans toute ma vie je n'ai voulu gagner une course de cette manière. Peu de coéquipiers feraient ce qu'a fait Valtteri. »
Dans les derniers tours, Bottas demande par radio à son équipe si elle va à nouveau permuter les positions et lui donner la victoire mais on lui répond que non. « Ça n'a pas d'importance aujourd'hui que je gagne ou que Lewis gagne ; dès lors que nous réalisons le doublé, nous engrangeons le maximum de points pour l'équipe. Ça ne fait aucune différence. La seule différence est que Lewis se bat pour le championnat pilotes et moi non. Du point de vue de l'équipe, c'est le résultat idéal. Pas pour moi, mais pour Mercedes, oui ! »
Ce type de consigne d'équipe avait été interdit par le pouvoir sportif en 2002 après l'épisode du Grand Prix d'Autriche où le pilote Ferrari Rubens Barrichello avait dû laisser la victoire à son coéquipier Michael Schumacher ; en ne s'exécutant que dans le dernier virage de la course, il avait tenu à montrer sa désapprobation à ses dirigeants. Compte-tenu du fait que les écuries ont toujours trouvé le moyen d'inverser les positions de leurs pilotes de manière détournée, cette interdiction a été levée en 2011.

### Quatorze places gagnées en huit tours pour Max Verstappen
L'autre fait de course est la remontée de Max Verstappen du dix-neuvième et avant-dernier rang sur la grille jusqu'aux commandes de l'épreuve après les arrêts des pilotes Ferrari et Mercedes, du dix-neuvième au quarante-troisième tour. Le jour anniversaire de ses 21 ans (il est né le 30 septembre 1997), le pilote Red Bull Racing dépasse à tous les endroits du circuit Daniel Ricciardo, Brendon Hartley, Fernando Alonso, Stoffel Vandoorne, Sergey Sirotkin et Lance Stroll dans la première boucle, Nico Hülkenberg et Carlos Sainz Jr. dans la deuxième, Marcus Ericsson et Romain Grosjean dans le troisième tour, Sergio Pérez au tour suivant, Esteban Ocon ensuite puis Kevin Magnussen et enfin Charles Leclerc dans le huitième tour pour se retrouver en cinquième position derrière les deux Mercedes et les deux Ferrari. Après leurs arrêts respectifs entre le onzième et le dix-neuvième tour, il prend la tête de la course et la conserve durant vingt-boucles avec le même train de pneus tendres puis il rentre au stand à dix tours de l'arrivée et termine logiquement cinquième après un total de quatorze dépassements.
« Je suis très satisfait. L'objectif a toujours été d'être cinquième, mais je suis ravi d'y être arrivé d'une telle manière. J'ai pris un bon départ, j'avais une bonne motricité. J'ai essayé de prendre l'aspiration. Il y avait beaucoup de poussière. Au virage no 2, on ne sait pas ce qui va se passer à l'intérieur. Ensuite, on essaie de rester au milieu de la piste car c'est très délicat avec le poids de la voiture », explique-t-il après la course. Il ajoute : « Nous avions un bon compromis au niveau de l'aileron arrière et la voiture avait beaucoup d'adhérence au niveau des pneus arrière donc c'était très bien. Mais je ne me souviens pas de tous mes dépassements ! » Aurait-il-t pu faire mieux s'il était pas parti de si loin sur la grille ? « Parce que nous partions du fond de grille, nous avons pu choisir nos pneus. Cela nous a donné la meilleure stratégie. Par conséquent, il est difficile de dire ce qui se serait passé si nous étions partis troisième ou cinquième. » Pour ce qu'il a réalisé durant cette course, Verstappen est élu « pilote du jour ».

### Classement de la course
| Pos. | no | Pilote            | Écurie                            | Tours | Temps/Abandon                      | Grille | Points |
| ---- | -- | ----------------- | --------------------------------- | ----- | ---------------------------------- | ------ | ------ |
| 1    | 44 | Lewis Hamilton    | Mercedes                          | 53    | 1 h 27 min 25 s 181 (212,592 km/h) | 2      | 25     |
| 2    | 77 | Valtteri Bottas   | Mercedes                          | 53    | + 2 s 545                          | 1      | 18     |
| 3    | 5  | Sebastian Vettel  | Ferrari                           | 53    | + 7 s 487                          | 3      | 15     |
| 4    | 7  | Kimi Räikkönen    | Ferrari                           | 53    | + 16 s 543                         | 4      | 12     |
| 5    | 33 | Max Verstappen    | Red Bull-TAG Heuer                | 53    | + 31 s 016                         | 19     | 10     |
| 6    | 3  | Daniel Ricciardo  | Red Bull-TAG Heuer                | 53    | + 1 min 20 s 451                   | 18     | 8      |
| 7    | 16 | Charles Leclerc   | Sauber-Ferrari                    | 53    | + 1 min 38 s 390                   | 7      | 6      |
| 8    | 20 | Kevin Magnussen   | Haas-Ferrari                      | 52    | + 1 tour                           | 5      | 4      |
| 9    | 31 | Esteban Ocon      | Racing Point Force India-Mercedes | 52    | + 1 tour                           | 6      | 2      |
| 10   | 11 | Sergio Pérez      | Racing Point Force India-Mercedes | 52    | + 1 tour                           | 8      | 1      |
| 11   | 8  | Romain Grosjean   | Haas-Ferrari                      | 52    | + 1 tour                           | 9      |        |
| 12   | 27 | Nico Hülkenberg   | Renault                           | 52    | + 1 tour                           | 12     |        |
| 13   | 9  | Marcus Ericsson   | Sauber-Ferrari                    | 52    | + 1 tour                           | 10     |        |
| 14   | 14 | Fernando Alonso   | McLaren-Renault                   | 52    | + 1 tour                           | 16     |        |
| 15   | 18 | Lance Stroll      | Williams-Mercedes                 | 52    | + 1 tour                           | 14     |        |
| 16   | 2  | Stoffel Vandoorne | McLaren-Renault                   | 51    | + 2 tours                          | 15     |        |
| 17   | 55 | Carlos Sainz Jr.  | Renault                           | 51    | + 2 tours                          | 11     |        |
| 18   | 35 | Sergey Sirotkin   | Williams-Mercedes                 | 51    | + 2 tours                          | 13     |        |
| Abd. | 10 | Pierre Gasly      | Toro Rosso-Honda                  | 4     | Freins                             | 17     |        |
| Abd. | 28 | Brendon Hartley   | Toro Rosso-Honda                  | 4     | Freins                             | 20     |        |

### Pole position et record du tour
- Pole position :  Valtteri Bottas (Mercedes) en 1 min 31 s 387 (230,370 km/h)[24].
- Meilleur tour en course :  Valtteri Bottas (Mercedes) en 1 min 35 s 861 (219,618 km/h) au cinquantième tour[25].

### Tours en tête
- Valtteri Bottas (Mercedes) : 11 tours (1-11)[26]
- Lewis Hamilton (Mercedes) : 14 tours (12-14 / 43-53)
- Kimi Räikkönen (Ferrari) : 4 tours (15-18)
- Max Verstappen (Red Bull Racing-Tag Heuer) : 24 tours (19-42)

## Classements généraux à l'issue de la course
| Pos. | Pilote            | Écurie                            | Points |
| ---- | ----------------- | --------------------------------- | ------ |
| 1    | Lewis Hamilton    | Mercedes                          | 306    |
| 2    | Sebastian Vettel  | Ferrari                           | 256    |
| 3    | Valtteri Bottas   | Mercedes                          | 189    |
| 4    | Kimi Räikkönen    | Ferrari                           | 186    |
| 5    | Max Verstappen    | Red Bull-TAG Heuer                | 158    |
| 6    | Daniel Ricciardo  | Red Bull-TAG Heuer                | 134    |
| 7    | Nico Hülkenberg   | Renault                           | 53     |
| 8    | Kevin Magnussen   | Haas-Ferrari                      | 53     |
| 9    | Fernando Alonso   | McLaren-Renault                   | 50     |
| 10   | Sergio Pérez      | Racing Point Force India-Mercedes | 47     |
| 11   | Esteban Ocon      | Racing Point Force India-Mercedes | 47     |
| 12   | Carlos Sainz Jr.  | Renault                           | 38     |
| 13   | Pierre Gasly      | Toro Rosso-Honda                  | 28     |
| 14   | Romain Grosjean   | Haas-Ferrari                      | 27     |
| 15   | Charles Leclerc   | Sauber-Ferrari                    | 21     |
| 16   | Stoffel Vandoorne | McLaren-Renault                   | 8      |
| 17   | Lance Stroll      | Williams-Mercedes                 | 6      |
| 18   | Marcus Ericsson   | Sauber-Ferrari                    | 6      |
| 19   | Brendon Hartley   | Toro Rosso-Honda                  | 2      |
| 20   | Sergey Sirotkin   | Williams-Mercedes                 | 1      |

| Pos.  | Écurie                            | Points |
| ----- | --------------------------------- | ------ |
| 1     | Mercedes                          | 495    |
| 2     | Ferrari                           | 442    |
| 3     | Red Bull-TAG Heuer                | 292    |
| 4     | Renault                           | 91     |
| 5     | Haas-Ferrari                      | 80     |
| 6     | McLaren-Renault                   | 58     |
| 7     | Racing Point Force India-Mercedes | 35     |
| 8     | Toro Rosso-Honda                  | 30     |
| 9     | Sauber-Ferrari                    | 27     |
| 10    | Williams-Mercedes                 | 7      |
| Exclu | Force India-Mercedes              | 59     |

## Statistiques
Le Grand Prix de Russie 2018 représente :
- la 6e pole position de Valtteri Bottas[29] ;
- la 70e victoire de Lewis Hamilton, sa huitième de la saison[30] ;
- la 84e victoire de Mercedes Grand Prix en tant que constructeur[31] ;
- la 170e victoire de Mercedes en tant que motoriste[32] ;
- le 43e doublé de Mercedes[33].

Au cours de ce Grand Prix :
- Lewis Hamilton passe la barre des 2 900 points inscrits en Formule 1 (2 916 points inscrits)[34] ;
- Valtteri Bottas passe la barre des 900 points inscrits en Formule 1 (905 points inscrits)[35] ;
- Max Verstappen est élu « Pilote du jour » à l'issue d'un vote organisé sur le site officiel de la Formule 1[36] ;
- Emanuele Pirro (37 départs en Grands Prix de Formule 1, 3 points inscrits entre 1989 et 1991 et quintuple vainqueur des 24 Heures du Mans en 2000, 2001, 2002, 2006 et 2007) est nommé conseiller auprès des commissaires de course par la FIA pour les aider dans leurs jugements[37].